# Roger Fry
Roger Eliot Fry (Londres, 14 de diciembre de 1866-ibídem, 9 de septiembre de 1934) fue un artista y crítico británico miembro del grupo de Bloomsbury. A medida que fue madurando como crítico se volvió un acérrimo defensor de la pintura francesa contemporánea, a la cual dio el nombre postimpresionismo.

## Vida
Hijo del juez Edward Fry, creció en una rica familia cuáquera en el Highgate. Fry fue educado en el Clifton College y el King's College, de Cambridge, donde fue miembro de los Apóstoles de Cambridge. En Cambridge, Fry conoció a muchos hombres libres de pensamiento que formarían la base de su interés por las artes. Junto a intelectuales como John McTaggart y Goldsworthy Lowes Dickinson, Fry formó parte de la élitista Conversazione Society, que también era conocida como los Cambridge Apostles. Después de estudiar Ciencias Naturales, fue a París y luego a Italia para estudiar arte. Finalmente se especializó en la pintura de paisajes.
En 1896, se casó con la artista Helen Coombe y posteriormente tuvieron dos hijos, Pamela y Julian. Helen pronto cayó en una enfermedad mental grave, y en 1910 fue confiada a una institución mental, donde permaneció para el resto de su vida. Fry asumió el cuidado de sus hijos con la ayuda de su hermana, Joan Fry. Ese mismo año, Fry conoció a los artistas Vanessa Bell y su esposo Clive Bell, y fue a través de ellos que fue presentado al grupo de Bloomsbury. La hermana de Vanessa, la escritora Virginia Woolf escribió más adelante en su biografía de Fry que "él tenía más conocimientos y experiencia que el resto de nosotros juntos".
En 1911, Fry comenzó un romance con Vanessa Bell, que se estaba recuperando de un aborto involuntario. Fry le ofreció la ternura y el cuidado que sentía que le faltaba a su marido. Permanecieron amigos íntimos de por vida, a pesar de que el corazón de Fry se rompió en 1913 cuando Vanessa se enamoró de Duncan Grant y decidió vivir permanentemente con él.
Después de idilios cortos con artistas como Nina Hamnett y Josette Coatmellec, Fry también encontró la felicidad con Helen Maitland Anrep. Se convirtió en su ancla emocional para el resto de su vida, aunque nunca se casaron (ella también había tenido un primer matrimonio infeliz, con el ceramista Boris Anrep).
Fry murió inesperadamente después de una caída en su casa en Londres. Su muerte causó gran dolor entre los miembros del Grupo de Bloomsbury, que lo amó por su generosidad y calidez. Vanessa Bell decoró su ataúd antes de que sus cenizas fueran colocadas en la bóveda de la capilla de Kings College en Cambridge. Virginia Woolf, hermana de Vanessa, novelista y amiga íntimo de él también, le dedicó la escritura de su biografía publicada en 1940.

## Estilo artístico
Como pintor Fry fue experimental (esta página incluye algunos ejemplos), pero sus mejores cuadros eran simples retratos naturalistas, aunque no pretendía ser un pintor profesional de retratos. En su arte exploró sus propias sensaciones y gradualmente sus propias visiones y actitudes personales se afirmaron. Consideraba que su obra daba placer, "comunicando el deleite de la belleza inesperada y que alienta el sentido del espectador a una conciencia más aguda de su presencia". Fry no se consideraba un gran artista, «sólo un artista serio con cierta sensibilidad y gusto». Consideró "Cowdray Park" su mejor pintura "lo mejor que he hecho, de alguna manera , la pintura más completa en cualquier caso".

## Carrera
En los años 1900, Fry comenzó a enseñar historia del arte en la Escuela Slade de Bellas Artes, de la Universidad de Londres.
En 1903 Fry participó en la fundación de The Burlington Magazine, el primer periódico académico dedicado a la historia del arte en Gran Bretaña. Fry fue su coeditor entre 1909 y 1919 (primero con Lionel Cust, luego con Cust y More Adey), pero su influencia en Burlington continuó hasta su muerte. Fry estaba en el Comité Consultivo de Burlington desde sus inicios y cuando dejó la redacción, después de una disputa con Cust y Adey con respecto a la política editorial sobre el arte moderno, pudo utilizar su influencia en el comité para elegir al sucesor que consideró apropiado, Robert Rattray Tatlock. Fry escribió para The Burlington desde 1903 hasta su muerte: publicó más de doscientas piezas de temas eclécticos - desde dibujos infantiles hasta arte bushman. Desde las páginas de The Burlington también es posible seguir los crecientes intereses de Fry hacia el postimpresionismo.
La reputación posterior de Fry, como crítico, descansaba en los ensayos que escribió sobre los pintores postimpresionistas. Y su declaración teórica más importante se considera An essay in Aesthethics, una selección de los escritos de Fry sobre arte que se extiende sobre un período de veinte años publicado en 1920. En él, Fry sostiene que la respuesta que se siente al examinar el arte proviene de la forma de una obra de arte. Lo que significa que es el uso de la línea, masa, color y diseño general lo que invoca una respuesta emocional. Su mayor don fue la habilidad de percibir los elementos que dan a un artista su significado. Fry era también un escritor nato, capaz de comunicar sus observaciones sobre el arte o los seres humanos a sus amigos y familia.
En 1906 Fry fue nombrado Conservador de Pinturas en el Metropolitan Museum of Art de Nueva York. Este fue también el año en que "descubrió" el arte de Paul Cézanne, también el año en que murió el artista, comenzando el cambio en sus intereses académicos lejos de los antiguos maestros italianos y hacia el arte francés moderno.
En noviembre de 1910, Fry organizó la exposición Manet y los postimpresionistas (un término que él acuñó) en las Grafton Galleries de Londres. Esta exposición fue la primera en destacar a Gauguin, Manet, Matisse y Van Gogh en Inglaterra y llevó su arte al público. Aunque la exposición fuera ampliamente celebrada, los sentimientos en ese momento eran mucho menos favorables. Esto se debió a la selección de la exposición y a que el público no estaba acostumbrado en la época. Fry no era inmune a la reacción. Desmond MacCarthy, el secretario de la exposición declaró: "De hecho, al presentar las obras de Cézanne, Matisse, Seurat, Van Gogh, Gauguin y Picasso al público británico, quebró durante mucho tiempo su reputación como crítico de arte. La gente amable lo llamó loco, y recordó que su esposa estaba en un asilo. La mayoría lo declaró un subversor de la moral y el arte". Sin embargo, la extrañeza del post-impresionismo inevitablemente desaparecería y, finalmente, la exposición sería considerada como un momento crítico para el arte y la cultura. Virginia Woolf dijo más tarde: "En o alrededor de diciembre de 1910 cambió el carácter humano", refiriéndose al efecto que esta exposición tuvo sobre el mundo. Fry lo siguió con la Segunda Exposición Post-Impresionista en 1912. Fue patrocinada por Lady Ottoline Morrell, con quien Fry tenía un fugaz idilio.
En 1913 fundó los Talleres Omega, un taller de diseño ubicado en la Plaza Fitzroy de Londres, cuyos miembros incluían a Vanessa Bell y Duncan Grant. En 1933, fue nombrado profesor Slade en Cambridge, una posición que Fry había deseado mucho.
En septiembre de 1926, Fry escribió un ensayo definitivo sobre Seurat en The Dial. Fry también pasó diez años traduciendo "para su propio placer" los poemas del poeta simbolista Stéphane Mallarmé. Entre los años de 1929 Y 1934, la BBC lanzó una serie de doce emisiones en las que Fry transmite su creencia de que la apreciación del arte debe comenzar con una formación de la sensibilidad frente a una inclinación a alabar el arte de la alta cultura. Fry también sostiene que una escultura africana o un jarrón chino es tan merecedor de estudio como una escultura griega.

## Libros
- Art and Commerce (1926)
- Art History as an Academic Study (1933)
- The Artist and Psycho-Analysis (1924)
- Arts of Painting and Sculpture (1932)
- Vision and Design (1920)
- Transformations (1926)
- Cézanne. A Study of His Development (1927)
- Henri Matisse (1930)
- Characteristics of French Art (1932)
- Reflections on British Painting' (1934)
- Giovanni Bellini (1899)
- Duncan Grant (1923)
- Flemish Art (1927)
- Last Lectures (1933)
- A Sampler of Castille (1923)
- Twelve Original Woodcuts (1921)

## Pinturas

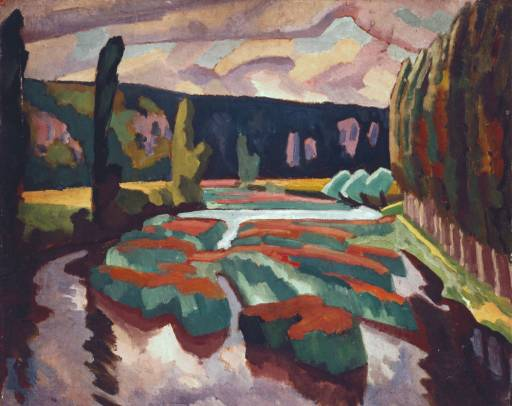
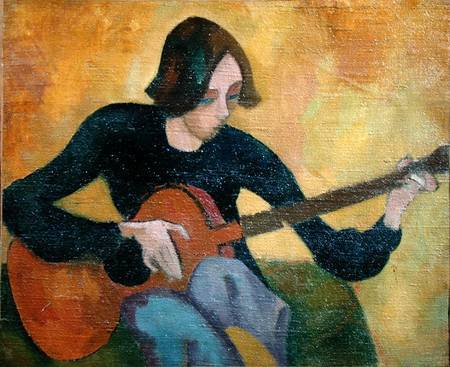
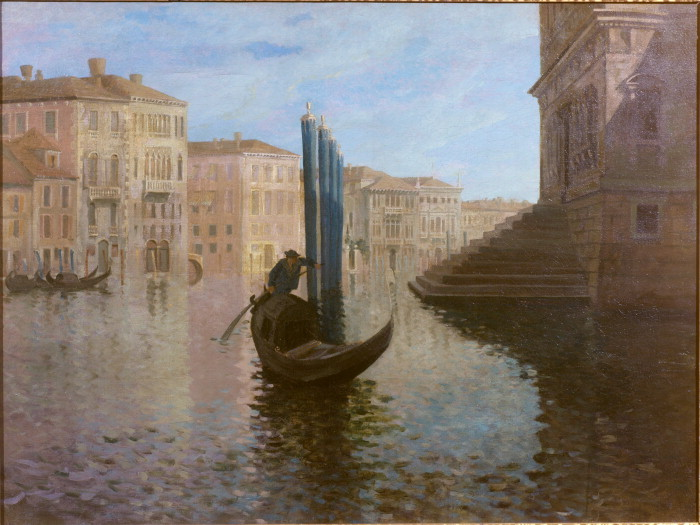
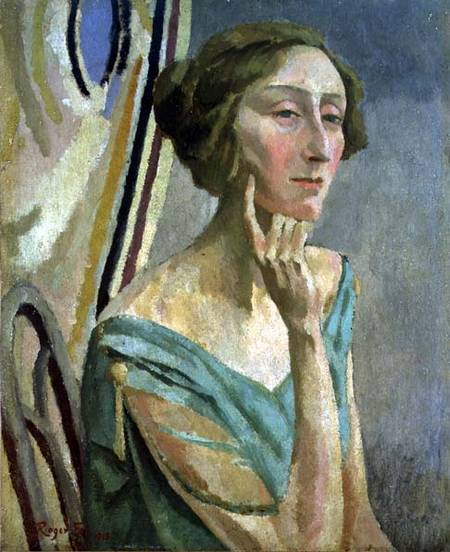
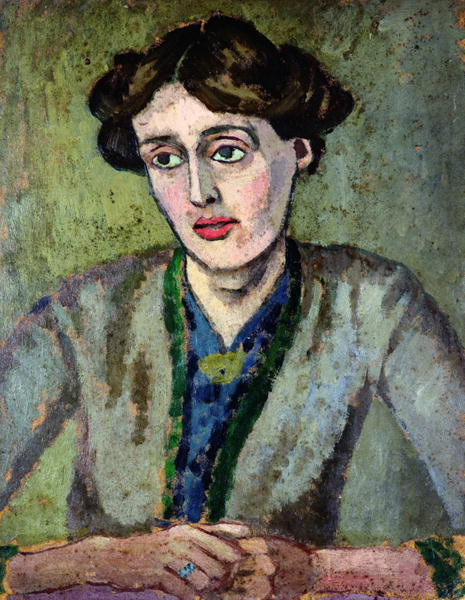
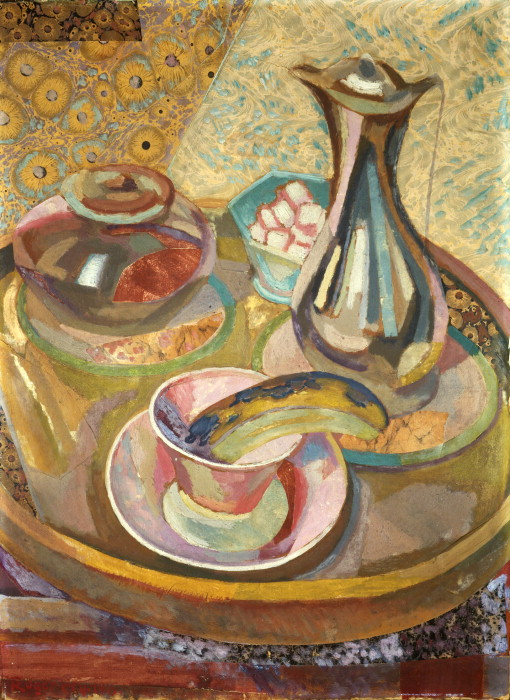
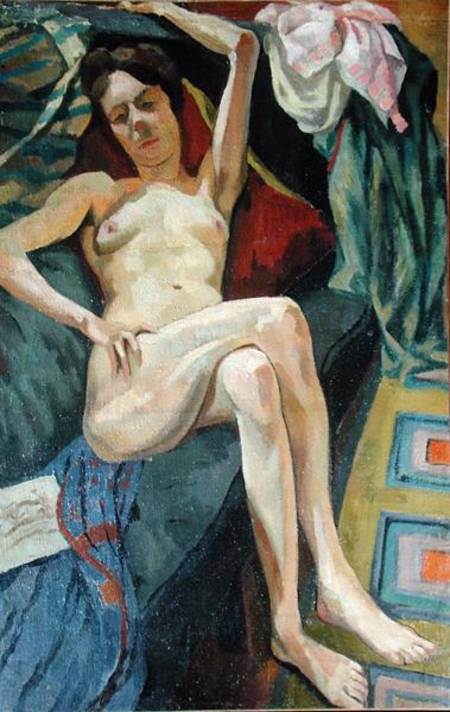
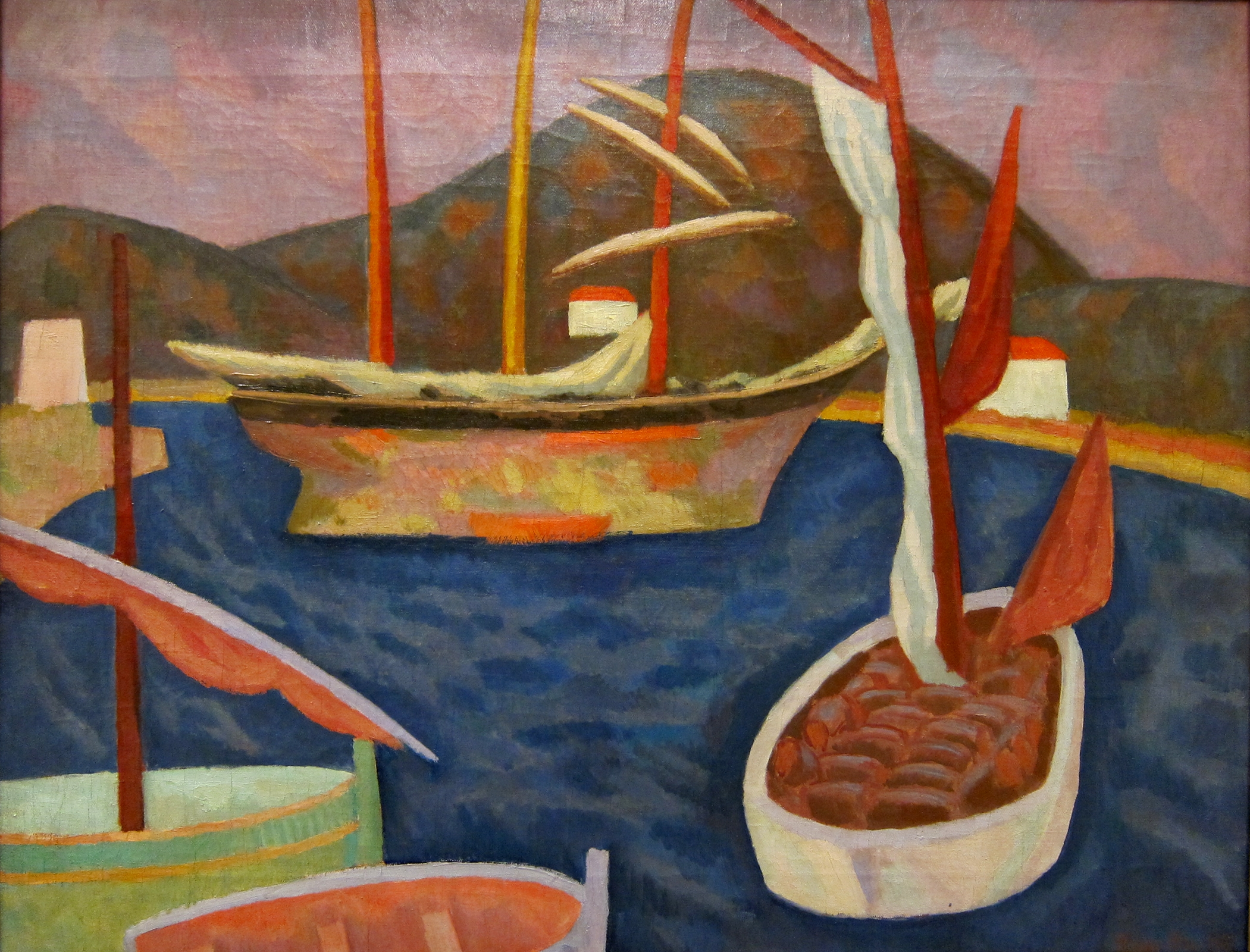
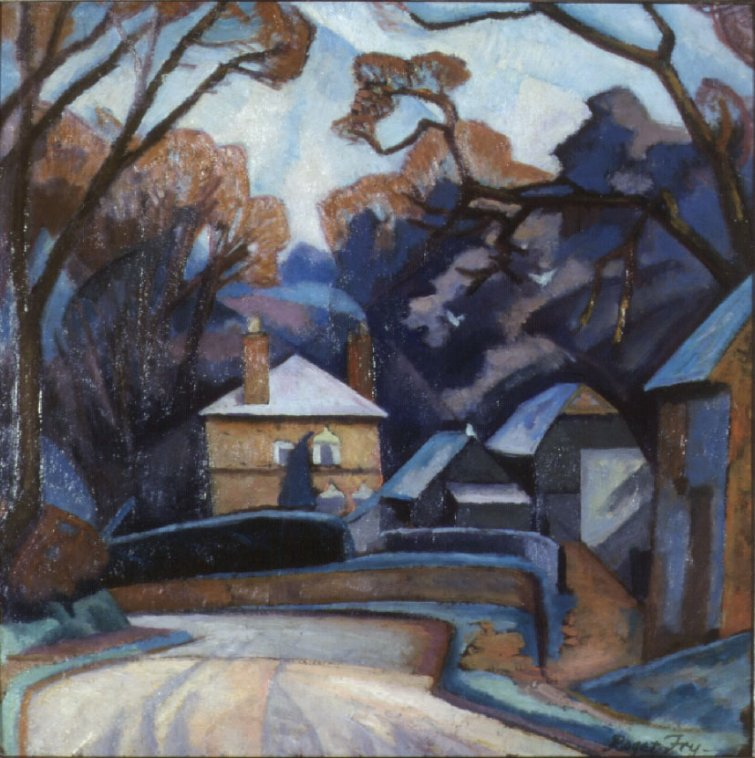
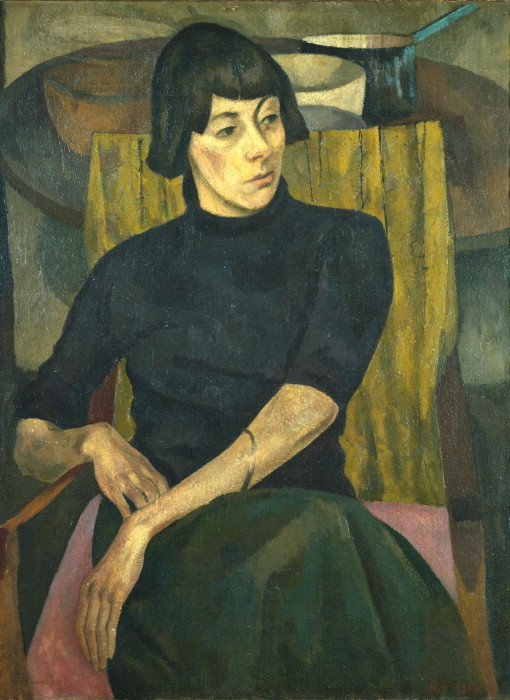
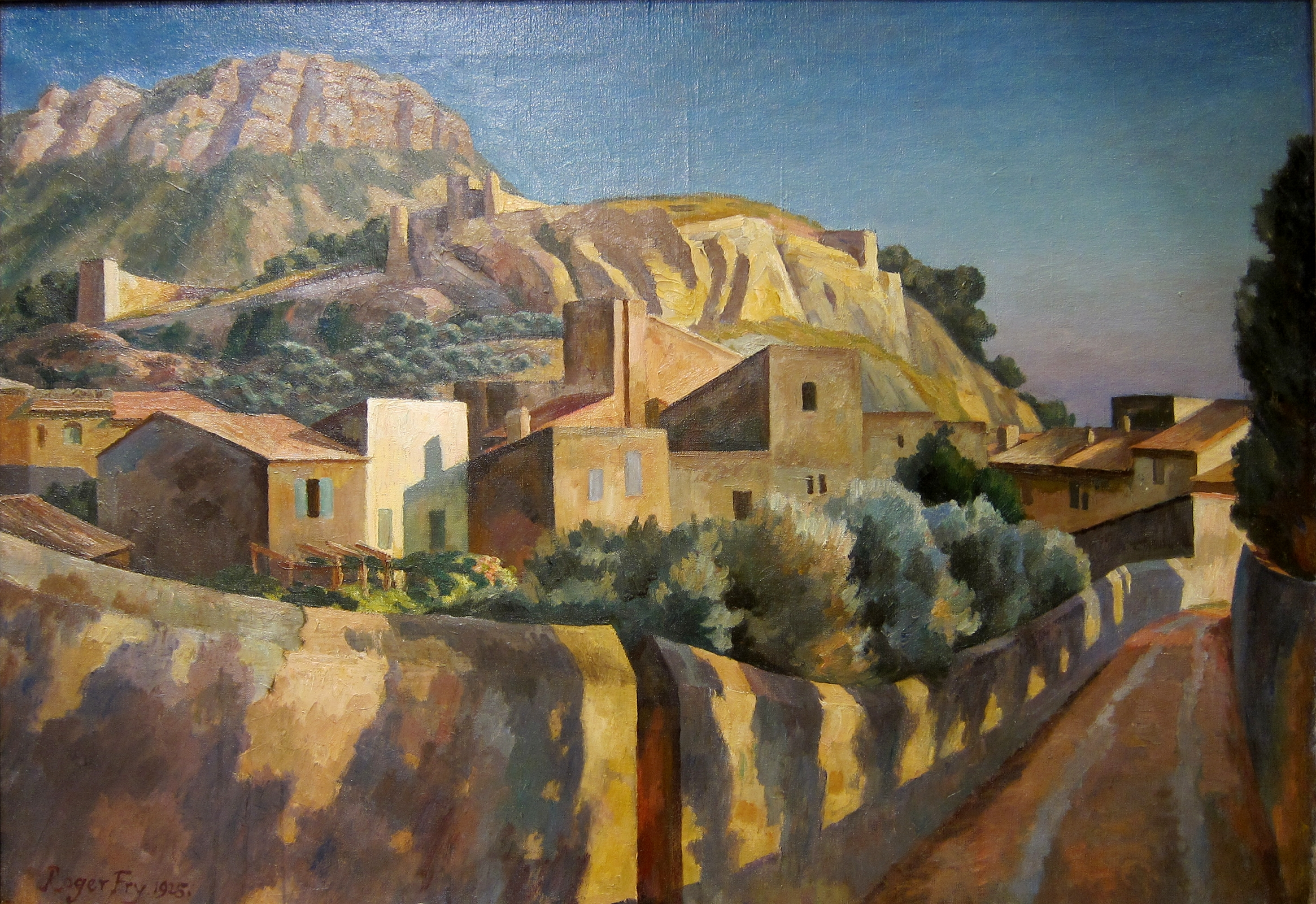
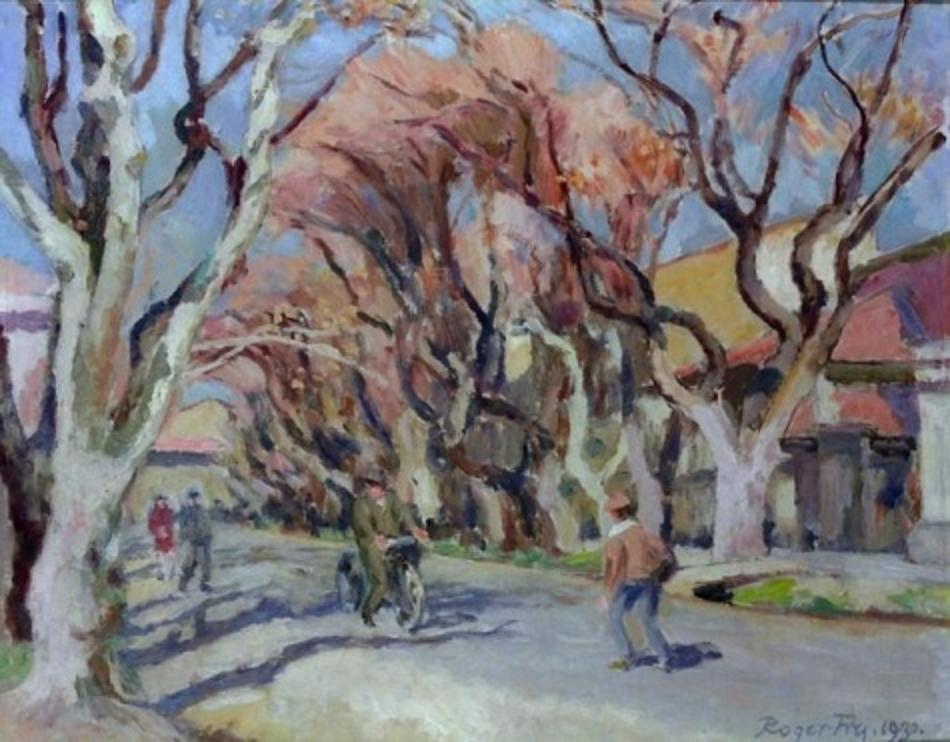
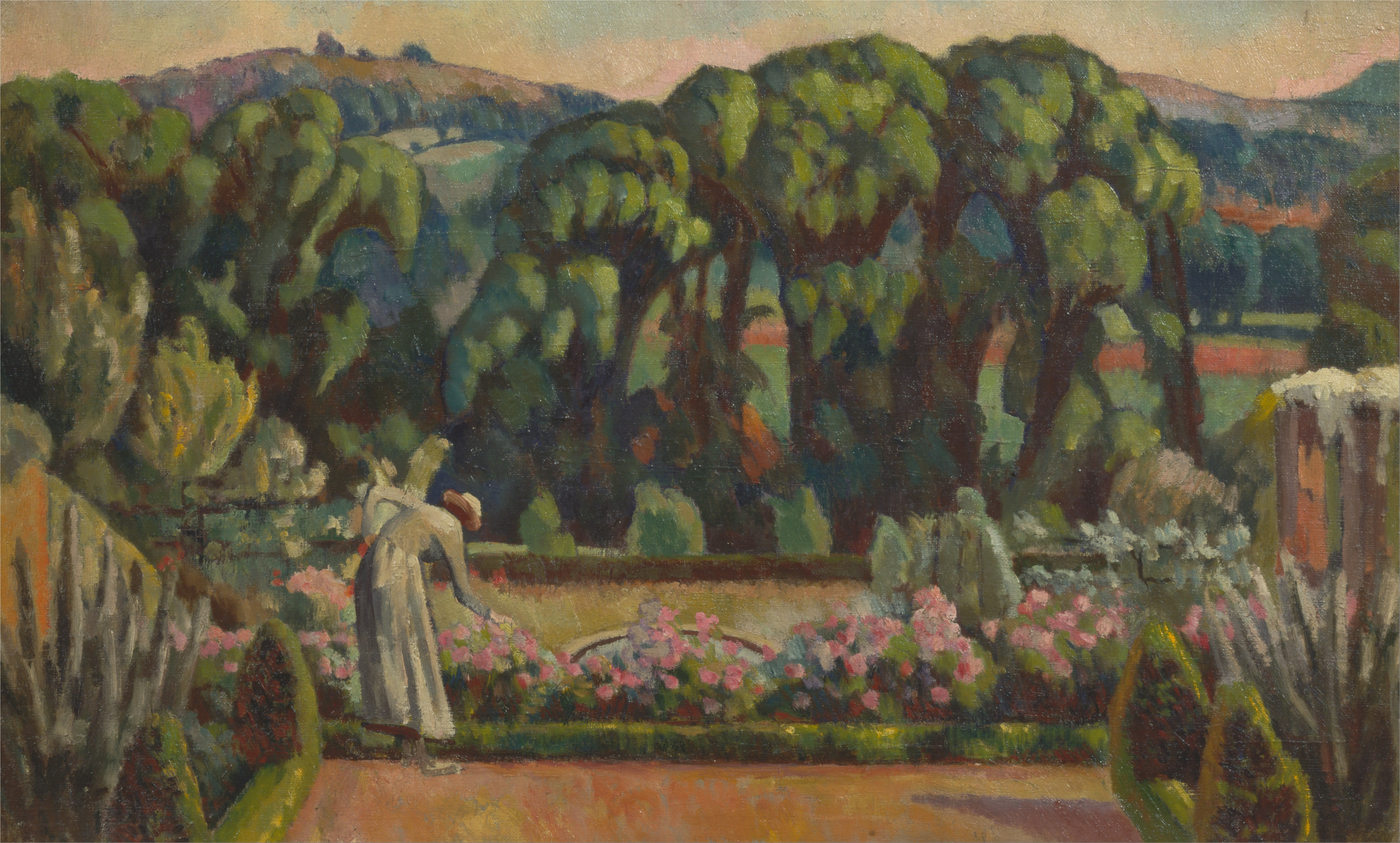

Estas son algunas de sus pinturas:

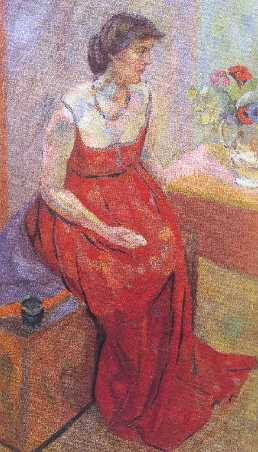
Vanessa Bell
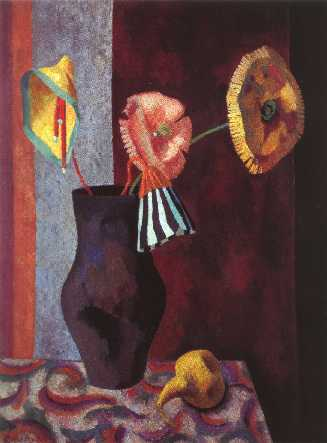
Bodegón con flores Omega